# Ramases
Ramases, de son vrai nom Kimberley Barrington Frost (1935-1940–2 décembre 1976), est un musicien de musique psychédélique britannique.
Il était membre d'un groupe homonyme, Ramases, également appelé Ramases and Selket, aux côtés de Selket. Mêlant occultisme, instrumentations étrangères et compositions envoutantes, il est l'un de ces « ovnis » du rock, caractérisé par une personnalité particulièrement énigmatique.

## Biographie

### Débuts
Kimberley Barrington Frost est né à la fin des années 1930, à Sheffield en Angleterre, et travaille en tant qu'instructeur dans l'armée. Après avoir effectué sa période de conscription, et après avoir commencé une nouvelle vie dans un poste de vendeur en Écosse. Tout commença lors d'un voyage à Londres, Dorothy Raphael se reconnait dans une représentation de la déesse Selket et l'intuition lui vint alors que son époux ne pouvait être que la réincarnation de Ramsès II,. Il se crée alors dans le couple une liaison mystique qui s'entretenait mutuellement. Cependant, le point décisif est le jour où Raphael Martin eut de sa voiture une vision du dieu-pharaon Ramses, qui lui confirma sa nature en lui transmettant une mission sur terre : celle de porter un message sur la nature du monde et la nécessité de libérer les esprits (d'après les dires de nombreux musiciens dont Roger Dean et Eric Stewart).
Les mots lui vinrent alors plus facilement qu'à l'habitude, de même dans sa capacité à composer. Quelque temps plus tard, il enregistra avec CBS son premier single (référence CBS 3717) en 1968 avec sa femme sous le pseudonyme de Ramses and Selket. Le vinyle comprenait les titres Crazy One sur la face A et Mind's Eye sur la face B. Le titre original aurait dû être Quasar One, mais il y eut une incompréhension avec le directeur artistique qui eut pour conséquence cette erreur. Ce single se trouvait alors dans le 3e volume du Rubble Series qui était pressé par Voiceprint Records. Il est à noter que ce vinyle est pour les collectionneurs l'une des pièces les plus difficile à trouver, de par son tirage limité.

### Des singles à l'album
Le single suivant, cette fois sous le nom Ram and Sel, sortie chez un label plus petit : Major Minor, avec le titre Love You (ou Screw You selon les tirages) en face A, et Gold Is the Ring en face B en 1968. Ces titres apparurent sur la compilation Exploding Plastic Inevitable Volume 2.
En 1970, Ramases passe un marché avec la société Vertigo, qui était la branche progressive de Philips. Les enregistrements des disques sont effectués aux Strawberry Studios à Stockport, studios possédés par les futurs membres du groupe 10cc,,. C'est probablement ce qui donne la couleur de l'album : ces musiciens (dont le groupe est formé qu'un an plus tard) eu certainement un avis influant sur les compositions (il s'agissait de Eric Stewart, Lol Creme, Kevin Godley et Graham Gouldman. La pochette est réalisée par Roger Dean).
Deux singles sont tirés. Le premier, Ballroom (Phillips), est composé pour la face B Muddy Water. Là encore une erreur s'est certainement produite, Ramases ne voulut pas dire Ballroom, mais Balloon, titre qui figurera sur l'album Space Hymns. Le single suivant contient deux chansons Jesus Come Back et Hello Mister inclus sur ledit album Space Hymns (Phillips).

### Deux albums
Space Hymns est pressé sous le label Vertigo en 1971, et possède une sonorité particulièrement étrange pour un groupe produit par Vertigo.
Musicalement parlant, certains titres se rapprochent de la musique folk où l'influence hippie se fait sentir, d'autres vont se démarquer par un son plus orienté jazz et d'autres encore seront plus tournés vers les sonorités du hard rock, style principal du label. L'album fait sensation au sein de certains cercles rock, en particulier pour ceux qui étaient fans des mouvements psychédéliques et progressifs. Cet album a une grande reconnaissance, particulièrement en Angleterre et en Allemagne, région connaissant une certaine affinité avec les groupes de rock qui essayaient de fusionner leur musique avec les cultes orientaux (un exemple typique serait le groupe Quintessence). L'album devient rapidement un élément prisé des collecteurs.
À la suite de cela, Ramases et son épouse déménagent à Felixstowe dans le Suffolk, où ils vivent dans une maison avec la mère de Martin. Très peu de gens entendirent parler de lui avant 1975, sortie de son second album. Celui-ci est légèrement différent du premier, enregistré dans un autre studio que le Strawberry Studio des futurs 10cc. D'après ses amis et voisins, Ramases est dérangé par la couverture de Glass Top Coffin (Phillips). L'intention original était de montrer un homme, tombant en arrière dans l'espace sur la tête de la nébuleuse de la Tête de Cheval. Quand le livret de l'album s'ouvrait, il montrait un oiseau. La compagnie ne voulut pas changer l'artwork car celui-ci était déjà fait.
Cependant, il obtient la permission de changer la gravure car l'homme de la couverture portait un casque et une tenue de cosmonaute qui disparurent. L'album lui aussi disparut dans l'oubli, tout comme le fait Ramases et sa femme Sel.

## Disparition
On sait peu de choses sur ce qui arrive à Ramases après la sortie de Glass Top Coffin. Il tomba lentement dans l'obscurité et l'oubli, demeurant à Felixstowe. Un document dans les années 1990 évoque sa mort, peu de temps après le second album, par suicide.

## Discographie

### Albums studio
- 1971 : Space Hymns (Vertigo)
- 1975 : Glass Top Coffin (Vertigo)

### Singles
- 1968 : Crazy One / Mind's Eye (CBS ; par Ramases and Selket) (premier single, on sent déjà dans le second titre la ligne qui caractérisera Space Hymns)
- 1970 : Love You / Gold Is The Ring (Major Minor) (crédité Ram and Sel)
- 1971 : Balloon / Muddy Water(Philips) (premier single extrait de Space Hymns)
- 1971 : Jesus Come Back / Hello Mister (Philips) (second single extrait de Space Hymns)